# Holy Magic Century
Holy Magic Century (Quest 64 aux États-Unis, Eltale Monsters (エルテイル モンスターズ, Eruteiru Monsutāzu) au Japon) est un jeu vidéo de rôle sorti en 1998 sur Nintendo 64. Le jeu a été développé par Imagineer puis édité par THQ aux États-Unis, par Konami en Europe, et Imagineer au Japon.

## Accueil
- Jeuxvideo.com : 17/20[1]